# Anatrachyntis coriacella
Anatrachyntis coriacella is een vlinder uit de familie prachtmotten (Cosmopterigidae). De wetenschappelijke naam van deze soort is voor het eerst geldig gepubliceerd in 1901 door Snellen.
De soort komt voor in tropisch Afrika.